# بهتره با سال تماس بگیری (فصل ۶)
فصل ششم و آخر مجموعه تلویزیونی بهتره با سال تماس بگیری محصول شبکه ای‌ام‌سی در تاریخ ۱۸ آوریل ۲۰۲۲ در ایالات متحده پخش شد و شامل ۱۳ قسمت است که به دو قسمت تقسیم می‌شود. نیمه دوم این فصل در تاریخ ۱۱ ژوئیه ۲۰۲۲ پخش شد. این فصل همچنین از ای‌ام‌سی+ در ایالات متحده و نتفلیکس در سطح بین‌المللی پخش می‌شود.
بهتره با سال تماس بگیری فراتر از یک اسپین آف از بریکینگ بد است که توسط وینس گیلیگان و پیتر گولد ساخته شده‌است. باب ادنکیرک (جیمی مک‌گیل/ سال گودمن)، جاناتان بنکس (مایک ارمنتراوت)، ری سیهورن (کیم وکسلر)، پاتریک فابیان (هاوارد هملین)، مایکل ماندو (ناچو وارگا)، تونی دالتون (لالو سالامانکا) و جیانکارلو اسپوزیتو (گاس فرینگ) نقش‌های خود را از فصل‌های قبل تکرار می‌کنند.

## بازیگران

### اصلی
- باب ادنکیرک در نقش: جیمی مک‌گیل/ سال گودمن، وکیل مدافع جنایی که تحت نام ساول گودمن و شوهر کیم وکسلر فعالیت می‌کند. در حال حاضر، او یک فروشگاه سینابون در اوماها با نام مستعار جین تاکاویک را مدیریت می‌کند.
- جاناتان بنکس در نقش: مایک ارمنتراوت، کارچاق‌کن کار جنایی گاس فرینگ.[۱]
- ری سیهورن در نقش: کیم وکسلر، وکیل و همسر و معتمد جیمی.[۲]
- پاتریک فابیان در نقش: هاوارد هملین، مدیر شرکت حقوقی هملین، هملین و مک‌گیل.
- مایکل ماندو در نقش ناچو وارگا، مأمور سازمان سالامانکا که بر عملیات روزانه در آلبوکرکی نظارت می‌کند.
- تونی دالتون در نقش لالو سالامانکا، عضو خانواده سالامانکا، سرپرست فروشندگان مواد مخدر و افراد کارتل خوارز به ریاست دون الادیو.
- جیانکارلو اسپوزیتو در نقش گاس فرینگ، توزیع کننده مواد مخدر آلبوکرکی برای کارتل خوارز که از رستوران زنجیره‌ای خود لوس پویوس هرمانوس به عنوان پوشش استفاده می‌کند.

### فرعی
- مارک مارگولیس در نقش هکتور سالامانکا، یک فروشنده مواد مخدر و مجری بی‌رحم کارتل که سکته کرده و قادر به راه رفتن یا صحبت کردن نیست.[۳]
- دنیل و لوئیس مونکادا در نقش لئونل و مارکو سالامانکا، قاتل‌های دوقلو برای کارتل خوارز.[۳]
- اد بیگلی جونیور در نقش کلیفورد مین، شریک مؤسس شرکت حقوقی دیویس اند مین.[۳]
- ری کمپبل در نقش تایروس کیت، یکی از سرسپردگان گاس.[۳]
- خاویر گراجدا در نقش خوان بولسا، نایب رئیس کارتل مواد مخدر خوارز.
- جرمیا بیتسویی در نقش ویکتور، یکی از سرسپردگان گاس.

### مهمان
- جولی آن امری در نقش بتسی کتلمن و جرمی شاموس در نقش کریگ کتلمن، یک زوج متأهل که جیمی و بعداً کیم در طول یک پرونده اختلاس وکالت آنها را بر عهده داشتند و تلاش کردند تا از جیمی اخاذی کنند. از زمان آزادی کریگ از زندان، آنها یک سرویس آماده‌سازی مالیاتی مخفی را اداره کرده‌اند.
- جسی انیس در نقش ارین بریل، وکیل در دیویس اند مین.
- رکس لین در نقش کوین واچتل، مدیر عامل بانک و مؤسسه مسا ورده.
- لاول کرافورد در نقش هیول بابینو، جیب‌بر حرفه ای و محافظ و دستیار جیمی.
- خوان کارلوس کانتو در نقش مانوئل وارگا، پدر ناچو که یک مغازه لوازم داخلی دارد.
- جولی پرل به عنوان دستیار دادستان منطقه سوزان اریکسن.
- تینا پارکر در نقش فرانچسکا لیدی، منشی ساول.
- برایان کرانستون در نقش والتر وایت، معلم شیمی دبیرستانی میانسال که در جریان رویدادهای بریکینگ بد، درگیر تجارت مواد مخدر می‌شود و از ساول برای پول‌شویی درآمدش درخواست کمک می‌کند.
- آرون پال در نقش جسی پینکمن، شاگرد سابق والتر که با او برای تولید شیشه همکاری می‌کند.

## تولید

### توسعه
در ژانویه ۲۰۲۰، ای‌ام‌سی بهتره با ساول تماس بگیری را برای فصل ششم تمدید کرد. پیتر گولد، شورانر و نمایندگان AMC تأیید کردند که این فصل پایانی سریال خواهد بود و شامل ۱۳ قسمت است، بالاتر از ۱۰ قسمت معمول. با این کار تعداد قسمت‌های سریال به ۶۳ می‌رسد که یک قسمت بیشتر از سریال قبلی بریکینگ بد است. گولد اظهار داشت: از همان ابتدا که این کار را شروع کردیم، فکر می‌کنم تمام امید و رؤیاهای ما این بود که بتوانیم کل داستان را بگوئیم. و از ابتدا تا انتها یک داستان کامل باشد. ما می‌خواهیم با تمام وجود سعی کنیم تا کیفیت این ۶۳ قسمت را حفظ کنیم." جیانکارلو اسپوزیتو قبلاً در آوریل ۲۰۱۹ حدس زده بود که سریال با فصل ششم به پایان می‌رسد زیرا این "راه مطلوب" برای انجام این کار است، شبیه به اینکه فصل پنجم و آخر بریکینگ بد به دو نیمه تقسیم شد و این حس را به وجود می‌آورد که نیمه دوم فصل پنجم، فصل ششم بود. گولد گفت که در ابتدا تردید داشت که چگونه بتواند ۱۳ قسمت را بسازد کند زیرا تعداد ۱۰ قسمت فصل‌های قبل از نظر جسمی برای او خسته کننده بود، اما تهیه‌کننده اجرایی و نویسنده توماس اشناوز او را متقاعد کرد که ۱۳ قسمت تولید کند.

### نویسندگی
در فوریه ۲۰۲۰، گولد پیشنهاد کرد که فصل ششم، فلش فورواردهای ساول گودمن به عنوان جین تاکاویک را تا حد زیادی نسبت به فصل‌های قبلی وسعت می‌بخشد. در آوریل ۲۰۲۰، فیلمنامه‌نویسی این فصل آغاز شده بود. گولد نمی‌خواست این فصل پائین‌تر از انتظارات باشد، بنابراین، برای ارائه یک پایان رضایت‌بخش به سریال، وینس گیلیگان را «برای یک بخش خوب از فصل» به اتاق نویسندگان بازگرداند. گیلیگان از اوایل فصل سوم در اتاق نویسندگان حاضر نبود. تا دسامبر ۲۰۲۰، نوشتن فیلمنامه هنوز کامل نشده بود، گولد گفته که نویسندگان باید به جای ملاقات حضوری از طریق زوم ارتباط برقرار می‌کردند.
گولد بعداً گفت: "هر کسی که سریال را با دقت تماشا می‌کند و به این فکر می‌کند که همه اینها چگونه به پایان می‌رسد، یکی از سؤالاتی که باید از خود بپرسید این است: "لیاقت این مرد چیست؟" [...] نه فقط: "چه اتفاقی قرار است برای او بیفتد؟"، بلکه "چه پایانی برای این شخصیت شایسته خواهد بود؟" آیا جیمی مک گیل/ساول گودمن/جین تاکاویک سزاوار مرگ است؟ آیا او لایق عشق است؟ مناسب‌ترین پایان برای این مرد برای سریال چه خواهد بود؟ بدیهی است که پایان برای همه مرگ است، اما ممکن است این جایی نباشد که ما این مرد را رها کنیم. آیا راهی برای او وجود دارد که پس از هر کاری که انجام داده‌است، رستگاری به دست آورد؟» در طول فیلمبرداری این فصل، باب ادنکیرک، ستاره سریال گفت که گولد به او گفته‌است که "وقتی بهتره با ساول تماس بگیری تمام شود، دریچه جدیدی را باز خواهد کرد. "شما بریکینک بد و داستان بریکینگ بد را به شکل متفاوتی خواهید دید"، در مقایسه با فصل آخر آن که در آن گیلیگان "شروع به روشن کردن آتش و سوزاندن همه چیز کرده بود.

### انتخاب بازیگران
در مارس ۲۰۲۲، لورا فریزر، که نقش لیدیا رودارت کویل را در بریکینگ بد و بهتر با ساول به تصویر کشیده بود، تأیید کرد که به دلیل محدودیت‌های کووید ۱۹ که مانع از سفر بین ایالات متحده و اسکاتلند می‌شود، نمی‌توانست نقش خود را دوباره ایفا کند. قبل از پخش فصل، اعلام شد که برایان کرانستون و آرون پال نقش خود را در بریکینگ بد برای فصل آخر بهتره با ساول تماس بگیری به ترتیب در نقش والتر وایت و جسی پینکمن بازی خواهند کرد.

### فیلم‌برداری

#### تأخیرهای کووید ۱۹
در آوریل ۲۰۲۰، مایکل ماندو و تونی دالتون به‌طور جداگانه گفتند فیلم‌برداری قرار بود در سپتامبر همان سال آغاز شود، اما هر دو مطمئن نبودند که به دلیل همه‌گیری کووید-۱۹ به تعویق بیفتد. ری سیهورن در ماه ژوئیه گفت که فیلم‌برداری تا زمانی که شرایط ایمن نباشد شروع نخواهد شد. در ماه اوت، مارک جانسون، تهیه‌کننده، گفت که این بیماری همه گیر می‌تواند مکان فیلم‌برداری‌های سریال را محدود کند: "مانند بسیاری از افراد دیگر، ما باید در مکان و نحوه فیلم‌برداری بسیار خلاق باشیم. [...] خیلی جاها به شما اجازه ورود نمی‌دهند. [...] ما نمی‌خواهیم همه چیز را در چند مکان محدود فیلم‌برداری کنیم.» در همان ماه، گولد گفت که بعید است فیلم‌برداری در سال ۲۰۲۰ به دلیل همه‌گیری آغاز شود، و افزود که در حالی که تلویزیون سونی پیکچرز «هر کاری را که از نظر انسانی» ممکن است انجام می‌دهد تا فیلم‌برداری سریال با خیال راحت از سر گرفته شود، «متأسفانه من فکر می‌کنم احتمالاً سریال را به تعویق بیندازیم." در اکتبر، اسپوزیتو گفت که فیلم‌برداری در مارس ۲۰۲۱ آغاز خواهد شد، که توسط ادنکیرک در فوریه ۲۰۲۱ تکرار شد.
فیلم‌برداری به‌طور رسمی در ۱۰ مارس ۲۰۲۱ در نیومکزیکو آغاز شود.  انتظار می‌رفت فیلم‌برداری هر قسمت حدود سه هفته طول بکشد، برنامه فیلم‌برداری طولانی‌تری در مقایسه با فصل‌های قبل، که یک قسمت به‌طور معمول در ۹ روز فیلم‌برداری می‌شد. پیش‌بینی می‌شد که تولید تقریباً هشت ماه طول بکشد، اما فیلم‌برداری در عوض پس از یازده ماه در ۹ فوریه ۲۰۲۲ به پایان رسید.

#### غش کردن ادنکیرک سر صحنه
در ۲۷ جولای ۲۰۲۱، پس از دوازده ساعت فیلم‌برداری با سیهورن و فابیان، ادنکیرک در حال دوچرخه‌سواری بود که دچار حمله قلبی شد. ناظر ایمنی بهداشت، رزا استرادا، و دستیار مدیر، آنجی مایر، سی‌پی‌آر را انجام دادند و یک دفیبریلاتور خودکار را مستقر کردند. بعد از سه تلاش نبض او برگشت. ادنکیرک سریعاً به بیمارستان پرسبیتریان منتقل شد و در آنجا دو استنت در بدن او برای تسکین تجمع پلاک گذاشته شد. ادنکیرک بدون عمل جراحی بیشتر تحت درمان قرار گرفت و یک مرخصی کوتاه از فیلم‌برداری گرفت و تیم تولید باید تغییراتی در برنامه ایجاد می‌کرد. در اواسط ماه اوت، دالتون گفت صحنه‌هایی که ادنکیرک در آن حضور ندارد در حال فیلم‌برداری است، اما به ادنکیرک هنوز مجوز بازگشت داده نشده‌است. ادنکیرک در اوایل سپتامبر ۲۰۲۱ تأیید کرد که به سر صحنه فیلم‌برداری بازگشته است.

#### اعتصاب IATSE
در اکتبر ۲۰۲۱، یک اعتصاب بالقوه توسط اتحاد بین‌المللی کارمندان صحنه تئاتر (IATSE) منجر به تعطیلی تمام تولیدات صنعت فیلم و تلویزیون نیومکزیکو، از جمله بهتره با ساول تماس بگیری می‌شد. ادنکیرک، گولد، فرماندار نیومکزیکو میشل لوژان گریشام، و چند تن از اعضای قانونگذار ایالت نیومکزیکو حمایت خود را از IATSE و ایجاد شرایط کاری بهتر برای اعضای اتحادیه اعلام کردند. در ۱۶ اکتبر ۲۰۲۱، قبل از پایان ضرب الاجل بین IATSE و اتحاد تولیدکنندگان فیلم و تلویزیون، توافق‌نامه موقتی امضا شد که از اعتصاب جلوگیری کرد. این قرارداد توسط اعضای IATSE در ۱۵ نوامبر ۲۰۲۱ به تصویب رسید و به تمام چشم‌اندازهای اعتصاب پایان داد و اجازه داد تولید بدون وقفه ادامه یابد.

## قسمت‌ها
| Part One |    |                     |                    |                               |               |      |
| ۵۱       | ۱  | «شراب و گل رز»      | Michael Morris     | Peter Gould                   | ۱۸ آوریل ۲۰۲۲ | ۱٫۴۲ |
| ۵۲       | ۲  | «چماق و هویج»       | Vince Gilligan     | Thomas Schnauz & Ariel Levine | ۱۸ آوریل ۲۰۲۲ | ۱٫۱۶ |
| ۵۳       | ۳  | «صخره و مکان سخت»   | Gordon Smith       | Gordon Smith                  | ۲۵ آوریل ۲۰۲۲ | ۱٫۱۶ |
| ۵۴       | ۴  | «بزن و فرار کن»     | Rhea Seehorn       | Ann Cherkis                   | ۲ مه ۲۰۲۲     | ۱٫۱۶ |
| ۵۵       | ۵  | «سیاه و آبی»        | Melissa Bernstein  | Alison Tatlock                | ۹ مه ۲۰۲۲     | ۱٫۲۲ |
| ۵۶       | ۶  | «تبر و آسیاب»       | Giancarlo Esposito | Ariel Levine                  | ۱۶ مه ۲۰۲۲    | ۱٫۱۳ |
| ۵۷       | ۷  | «برنامه‌ریزی و اجرا» | Thomas Schnauz     | Thomas Schnauz                | ۲۳ مه ۲۰۲۲    | ۱٫۱۹ |
| Part Two |    |                     |                    |                               |               |      |
| ۵۸       | ۸  | «نشانه و شلیک»      | Vince Gilligan     | Gordon Smith                  | ۱۱ ژوئیه ۲۰۲۲ | ۱٫۱۶ |
| ۵۹       | ۹  | «سرگرمی و بازی»     | Michael Morris     | Ann Cherkis                   | ۱۸ ژوئیه ۲۰۲۲ | ۱٫۲۲ |
| ۶۰       | ۱۰ | «تند و تیز»         | Michelle MacLaren  | Alison Tatlock                | ۲۵ ژوئیه ۲۰۲۲ | ۱٫۲۰ |
| ۶۱       | ۱۱ | «بریکینگ بد»        | Thomas Schnauz     | Thomas Schnauz                | ۱ اوت ۲۰۲۲    | ۱٫۳۴ |
| ۶۲       | ۱۲ | «گریه زاری»         | Vince Gilligan     | Vince Gilligan                | ۸ اوت ۲۰۲۲    | ۱٫۳۲ |
| ۶۳       | ۱۳ | «سال رفت»           | Peter Gould        | Peter Gould                   | ۱۵ اوت ۲۰۲۲   | ۱٫۸۰ |

## پخش
زمانی که فصل ششم در ژانویه ۲۰۲۰ سفارش داده شد، قرار بود در سال ۲۰۲۱ پخش شود. با این حال، در آوریل ۲۰۲۰، گیلیگان گفت که این بستگی به این دارد که آیا بازیگران و عوامل فیلم می‌توانند در سال ۲۰۲۰ به دلیل همه‌گیری کووید ۱۹ فیلم‌برداری کنند یا خیر. در فوریه ۲۰۲۱، ای‌ام‌سی تأیید کرد که فصل ششم احتمالاً در سه‌ماهه اول سال ۲۰۲۲ پخش خواهد شد ترجیح گولد این بود که تمام ۱۳ قسمت فصل ششم به صورت هفتگی پخش شود و فصل به هیچ وجه تقسیم نشود. با این حال، او خاطرنشان کرد که تنها ای‌ام‌سی در مورد زمان‌بندی تصمیم می‌گیرد.
در اوایل نوامبر ۲۰۲۱، ورایتی گزارش داد که فصل در دو نیمه پخش خواهد شد، که در تاریخ اعلام رسمی در فوریه ۲۰۲۲ تأیید شد. پخش هفت قسمت اول در ۱۸ آوریل ۲۰۲۲ آغاز شد و شش قسمت آخر از ۱۱ ژوئیه ۲۰۲۲ پخش خواهد شد دلیل این جدایی نامزدی هر نیم فصل برای مراسم مختلف جوایز امی است، زیرا نیمه اول واجد شرایط هفتاد و چهارمین دوره جوایز امی در سال ۲۰۲۲ است، در حالی که واجد شرایط بودن برای مراسم سال آینده در ژوئن آغاز می‌شود.
در برخی بازارهای بین‌المللی، مانند فصل‌های گذشته، قسمت‌های فصل ششم در نتفلیکس یک روز پس از پخش قسمت‌ها از ای‌ام‌سی منتشر می‌شود.

## بازخورد

### بازخورد منتقدان
فصل ششم بهتره با ساول تماس بگیری با تحسین منتقدان مواجه شد. در راتن تومیتوز، این فصل بر اساس ۴۵ بررسی، با میانگین امتیاز ۹٫۳/۱۰، دارای رتبه تأیید ۱۰۰٪ است. اجماع انتقادی این وب‌سایت چنین است: «بهتره با ساول تماس بگیری همان‌طور که جیمی مک‌گیل اصرار می‌ورزد در فصل آخر حضور داشته باشد، جایی که سال‌ها داستان‌گویی در حال جوشیدن به جوش می‌آید». در متاکریتیک، این فصل بر اساس ۲۰ منتقد، امتیاز ۹۴ از ۱۰۰ را دارد.

## رسانه‌های مرتبط

### حرص آمریکایی: جیمز مک‌گیل
در ۱ آوریل ۲۰۲۲، چند هفته قبل از پخش فصل، حساب یوتیوب سی‌ان‌بی‌سی این ویدئو را آپلود کرد. این فیلم کوتاه ده دقیقه‌ای که توسط دستیار پیتر گولد، والری چو نوشته شده، یک مستندنما است که به سبک سریال مستند حرص و طمع آمریکایی ساخته شده‌است و رویدادهای بریکینگ بد و بهتره با ساول تماس بگیری را مرور می‌کند. این فیلم که توسط استیسی کیچ روایت می‌شود، شامل مصاحبه‌هایی با چندین شخصیت بهتره با ساول تماس بگیری، از جمله سوزان اریکسن (جولی پرل)، بیل اوکلی (پیتر دیسث)، و رئیس سابق کیم وکسلر، ریچ شویکارت (دنیس بوتسیکاریس) است. همچنین بتسی و کریگ کتلمن (به ترتیب جولی آن امری و جرمی شاموس)، که از فصل اول در سریال ظاهر نشده بودند، ظاهر شدند، این فیلم کوتاه در مارس ۲۰۲۲ در آلبوکرکی فیلم‌برداری شد، یک سال پس از آن که امری و شاموس اپیزود «هویج و چوب» را فیلمبرداری کردند.

### جیمی قالتاق
ورایتی در مارس ۲۰۲۱ گزارش داد که ای‌ام‌سی در حال توسعه یک سریال اسپین آف انیمیشن به نام جیمی قالتاق است. این سریال بعداً به عنوان یک سریال کوتاه معرفی شد. یک مجموعه انیمیشن شش قسمتی که با فصل ششم سریال بهتره با ساول تماس بگیری به صورت آنلاین پخش خواهد شد. هر قسمت که به سبک کارتون‌های دهه ۱۹۷۰ روایت می‌شود، ادای احترامی به یک ژانر خاص فیلم است. از وسترن‌های اسپاگتی و باستر کیتون تا جن گیر. این سریال توسط انیماتورهای ریک و مورتی تهیه می‌شود و توسط نویسندگان بهتره با ساول تماس بگیری، آریل لوین و کاتلین ویلیامز فوشی نوشته می‌شود. صداپیشگان عبارت‌اند از چی مک براید، لارین نیومن، و شان جیامبرون در نقش جیمی. این سریال قرار است در ۲۳ مه ۲۰۲۲ نمایش داده شود